# Камерино
Камерино (італ. Camerino) — муніципалітет в Італії, у регіоні Марке,  провінція Мачерата.
Камерино розташоване на відстані близько 160 км на північ від Рима, 55 км на південний захід від Анкони, 30 км на захід від Мачерати.
Населення — 6986 осіб (2014).
Щорічний фестиваль відбувається 18 травня. Покровитель — San Venanzio.

## Демографія
Населення за роками:

Станом на 1 січня 2023 року в муніципалітеті офіційно проживало 613 іноземців з 64 країн, серед них 142 громадяни країн Євросоюзу та 54 громадяни України.

## Сусідні муніципалітети
- Кальдарола
- Кастельраїмондо
- Ф'ястра
- Мучча
- П'євебовільяна
- Пьорако
- Сефро
- Серрапетрона
- Серравалле-ді-К'єнті